# 神話任務
《神話任務》（英語：Mythic Quest），首季標題為《神話任務：鴉群宴》（Mythic Quest: Raven's Banquet），是一部美國職場喜劇劇集，故事環繞虛構電子遊戲《神話任務》製作團隊的工作日常，由羅布·麥克亨尼、梅根·岡茨和查理·戴主創，麥克亨尼、艾許利·柏區、潔西·恩尼斯、伊蔓妮·哈基姆、大衛·霍恩斯比、夏洛特·妮可達、丹尼·普迪、F·莫瑞·亞伯拉罕和娜歐蜜·艾克匹瑞根主演。
該劇於2020年2月7日在Apple TV+首播，整體評價不俗。第二季於2021年5月7日首播，第三季於2022年11月11日首播。Apple TV+於2021年10月續訂第四季，将于2025年1月29日首播。2025年4月，在第四季後取消本劇。

## 劇情背景
該劇環繞一款名為《神話任務》（Mythic Quest）的虛構大型多人線上角色扮演遊戲。開發商「神話任務工作室」的創意總監艾恩·格林姆希望推出一套名為《群鴉盛宴》（Raven's Banquet）的遊戲擴充包，然而卻與首席遊戲程序師普彼·李、營運總監畢·巴克希和首席編劇C·W·朗博頓產生分歧。

## 演員

### 主演
- 羅布·麥克亨尼 飾演 艾恩·格林姆（Ian Grimm）：「神話任務工作室」的創意總監，於第三季與普彼成立遊戲公司「格姆林普」[3]。
  - 尤達·普萊恩（Judah Prehn） 飾演 年輕的艾恩（〈莎艾恩〉）[4]
- 艾許利·柏區 飾演 麗秋（Rachel）：「神話任務工作室」的遊戲測試員，於第三季成為營運總監[3]。
- 潔西·恩尼斯（Jessie Ennis） 飾演 阿祖（Jo）：大衛的私人助理，於第二季一度成為畢的助理[3]。
- 伊蔓妮·哈基姆（英语：Imani Hakim） 飾演 丹娜·布萊恩特（Dana Bryant）：「神話任務工作室」的遊戲測試員，後轉投到「格姆林普」[3]。
- 大衛·霍恩斯比（英语：David Hornsby） 飾演 大衛·布里特爾斯比（David Brittlesbee）：「神話任務工作室」的執行製作人，自認為是公司的決策人[3]。
- 夏洛特·妮可達（英语：Charlotte Nicdao） 飾演 普彼·李／普彼·利瓦納格（Poppy Li / Poppy Liwanag）：「神話任務工作室」的首席遊戲程序師，後成為聯合創意總監，並於第三季與艾恩成立遊戲公司「格姆林普」[3]。
  - 艾絲拉·蘿絲·霍爾（Isla Rose Hall） 飾演 年輕的普彼（〈莎艾恩〉）[4]
- 丹尼·普迪 飾演 畢·巴克希（Brad Bakshi）：「神話任務工作室」的營運總監，於第三季成為清潔工[3]。
- F·莫瑞·亞伯拉罕 飾演 C·W·朗博頓（C.W. Longbottom；第一至二季）：科幻小說作家、星雲獎得主，「神話任務工作室」的首席編劇（英语：Head writer）[3]。
  - 喬許·布雷納 飾演 年輕的朗博頓（〈背景故事〉）[5]
- 娜歐蜜·艾克匹瑞根（英语：Naomi Ekperigin） 飾演 嘉露（Carol；第一至二季常設；第三季主演）：「神話任務工作室」的人力資源部主管，於第三季成為多元共融事務（英语：Diversity (business)）總監[3]。

### 常設
- 凱特琳·麥吉（英语：Caitlin McGee） 飾演 蘇·戈爾貢（Sue Gorgon）：「神話任務工作室」的網路社區管理員（英语：Online community manager）[3]。
- 伊莉莎·亨尼格（英语：Elisha Henig） 飾演 布倫丹／屎撈鞋（Brendan / Pootie Shoe；第一季）：年僅十歲的知名遊戲實況主[6]。
- 阿帕娜·南切拉（英语：Aparna Nancherla） 飾演 米歇爾（Michelle；第一季）：「神話任務工作室」的遊戲程序師，普彼的拍檔[6]。
- 約翰·迪·馬吉歐 飾演 丹·威廉姆斯（Dan Williams；第一季）：與「神話任務工作室」處於競爭關係的「冰冷聯盟工作室」執行製作人[6]。
- 克雷格·麥辛（英语：Craig Mazin） 飾演 魯爾（Lou；第一季）：「神話任務工作室」的遊戲測試員，在丹娜離職後成為麗秋的拍檔[6]。
  - 麥辛亦在〈背景故事〉中客串飾演報館主編索爾·格恩（Sol Green）[7]
- 漢弗萊·克爾（英语：Humphrey Ker） 飾演 保羅（Paul；第一至二季）：「神話任務工作室」的實習生[6]。
- 德瑞克·沃特斯（英语：Derek Waters） 飾演 菲爾（Phil；第二至三季）：「神話任務工作室」的藝術總監[6]。
- 莫特·柏克（Mort Burke） 飾演 安東尼（Anthony；第二至三季）：普彼新聘請的遊戲程序師[6]。
- 班·斯蒂威爾（Ben Stillwell） 飾演 凱（Kai；第三季）：「神話任務工作室」的年輕異性戀白人遊戲測試員[6]。
- 奧斯汀·扎傑（英语：Austin Zajur） 飾演 特拉沃（Travor；第三季）：「神話任務工作室」的年輕異性戀白人遊戲測試員[6]。

### 客串
- 傑克·強森 飾演 米高／「博士」（Michael / Doc；〈暗黑、沉寂、死亡〉）：經典遊戲《暗黑、沉寂、死亡》的主創人，「豆子」的丈夫[8]。
- 克莉絲汀·米利歐提 飾演 「豆子」（Beans；〈暗黑、沉寂、死亡〉）：經典遊戲《暗黑、沉寂、死亡》的主創人，「博士」的妻子[8]。
- 傑佛瑞·歐文斯（英语：Geoffrey Owens） 飾演 湯姆（Tom；〈暗黑、沉寂、死亡〉）：《暗黑、沉寂、死亡》的執行製作人[9]。
- 阿萊娜·尤波奇 飾演 香農（Shannon；〈布倫丹〉、〈Playpen〉）：艾恩的前妻，屎撈鞋的母親[10]。
- 安東尼·霍普金斯 飾演 旁白（〈恆光之會〉）[11]
- 傑森·福克斯（英语：Jason Fuchs） 飾演 施特勞斯（Strauss；〈好味道〉）：出版社編輯，多年來一直催促朗博頓交稿[12]。
- 帕菲許·奇納（英语：Parvesh Cheena） 飾演 撒克·巴克希（Zack Bakshi；〈命畢該絕〉、〈待定〉）：畢的哥哥[13]。
- 史努比狗狗 飾演 自己（〈命畢該絕〉）[14]
- 威廉·赫特 飾演 彼得·克倫威爾（Peter Cromwell；〈彼得〉）：朗博頓曾經的作家朋友，後與A·E結婚[15]。
  - 邁克·卡西迪 飾演 年輕的克倫威爾（〈背景故事〉）[15]
- 雪莉·海妮格（英语：Shelley Hennig） 飾演 A·E·戈德史密斯（A. E. Goldsmith；〈背景故事〉）：朗博頓曾經的作家朋友，後與彼得結婚[15]。
  - 海妮格亦在〈彼得〉中飾演彼得和A·E的女兒金妮·克倫威爾（Ginny Cromwell；〈彼得〉）
- 喬·曼格尼洛 飾演 自己（〈兩祖相遇〉、〈菲爾風光之年〉）[16]
- 林賽·克拉夫特（英语：Lindsey Kraft） 飾演 莎拉·格林姆（Sarah Grimm；〈莎艾恩〉）：艾恩的母親，在出現精神問題後被剝奪兒子的撫養權[17]。
- 海莉·馬格努斯（Haley Magnus） 飾演 奧利維亞·利瓦納格（Olivia Liwanag；〈莎艾恩〉）：普彼的母親，對她非常嚴厲[17]。
- 狄翁·巴斯科（英语：Dion Basco） 飾演 貝尼托·利瓦納格（Benito Liwanag；〈莎艾恩〉）：普彼的父親，一直試圖理解女兒的想法[17]。
- 凱西·桑德（英语：Casey Sander） 飾演 喬爺爺（Grandpop Joe；〈莎艾恩〉）：艾恩的外父[17]。
- 山繆·維特威 飾演 老艾恩·格林姆（Ian Grimm Sr.；〈莎艾恩〉）：艾恩的父親，在莎拉出現精神問題後接管兒子[17]。
- 羅伯特·皮卡多 飾演 塔格特校長（Principal Taggart；〈莎艾恩〉）：艾恩所就讀的學校校長[17]。
- 安德魯·傅利曼（Andrew Friedman） 飾演 安迪（Andy；〈菲爾風光之年〉、〈水牛城辣雞薄餅〉）：「神話任務工作室」的新遊戲測試員[18]。
- 邁克爾·諾頓（Michael Naughton） 飾演 米奇（Mikey；〈菲爾風光之年〉、〈水牛城辣雞薄餅〉）：「神話任務工作室」的新遊戲測試員[18]。

## 集數
| 季數 | 集数 | 集数 | 上線日期       | 上線日期      |
| 季數 | 集数 | 集数 | 首映           | 季终          |
| ---- | ---- | ---- | -------------- | ------------- |
| 1    | 9    | 9    | 2020年2月7日   | 2020年2月7日  |
| 1S   | 2    | 2    | 2020年5月22日  | 2021年4月16日 |
| 2    | 9    | 9    | 2021年5月7日   | 2021年6月25日 |
| 3    | 10   | 10   | 2022年11月11日 | 2023年1月6日  |

### 第一季（2020）
| 總集數 | 集數 （季） | 標題                 | 譯名             | 導演                            | 編劇                              | 上線日期     |
| --- | ----------- | -------------------- | ---------------- | ------------------------------- | --------------------------------- | ------------ |
| 1 | 1           | Pilot                | 先導測試         | 大卫·戈登·格林                  | 查理·戴、梅根·岡茨、羅布·麥克亨尼 | 2020年2月7日 |
| 「神話任務工作室」的執行製作人大衛聘請了新助理阿祖，但阿祖在入職後反而對創意總監艾恩言聽計從，處處跟大衛對著幹。同時，首席程序師普彼設計了新道具——鏟子，初時遭到艾恩反對，因此普彼在營運總監畢的教唆後讓知名實況主屎撈鞋試玩，卻被其批評得一文不值。最終艾恩同意將鏟子作為武器加到遊戲中。 |             |                      |                  |                                 |                                   |              |
| 2 | 2           | The Casino           | 賭場             | 托德·比爾曼（Todd Biermann）、大卫·戈登·格林 | 大衛·霍恩斯比                     | 2020年2月7日 |
| 屎撈鞋發現遊戲中有一個名為面具人的隱藏角色。艾恩指自己一直未為該角色想好背景故事，畢遂打算利用該角色引入賭博系統來增加利潤，但被普彼拒絕並斥責他並非團隊的重要成員。畢在一怒之下將遊戲的所有商品改成免費獲得，令普彼等人明白商業營運的重要性。最後，艾恩和朗博頓參考《星球大戰》劇情，為面具人創作了背景故事。                                                                                                   |             |                      |                  |                                 |                                   |              |
| 3 | 3           | Dinner Party         | 晚宴             | 托德·比爾曼                     | 梅根·岡茨                         | 2020年2月7日 |
| 《神話任務》因被一些新納粹份子用作網路聚集地而出現公關災難。大衛堅持將所有納粹份子封號，但畢、朗博頓和艾恩卻分別認為會減少客源、對持不同政見者不公平和違反《第一修正案》而拒絕。普彼設計出名為「晚宴」的新遊戲功能，讓玩家聚在一起聊天。納粹份子們隨後透過「晚宴」功能聚集，企圖擾亂其他玩家在遊戲中的示威活動。然而，此舉卻讓普彼和艾恩清楚看到所有納粹玩家的帳號名稱，於是二人將他們全部傳送到一個獨立伺服器。 |             |                      |                  |                                 |                                   |              |
| 4 | 4           | The Convention       | 直播大會         | 大卫·戈登·格林                  | 約翰·豪厄爾·哈里斯（John Howell Harris）            | 2020年2月7日 |
| 屎撈鞋宣佈不再玩《神話任務》，引發一波退坑潮，因此艾恩、大衛、普彼和遊戲測試員丹娜出席電玩展，打算在展覽上物色《神話任務》的新代言人，但經過一番搜尋也找不到適合的人選。普彼遂決定讓丹娜親自上陣。一個女權組織到「神話任務工作室」參觀，但大衛卻發現他們公司只有極少女性員工。 |             |                      |                  |                                 |                                   |              |
| 5 | 5           | A Dark Quiet Death   | 暗黑、沉寂、死亡 | 羅布·麥克亨尼                   | 凱蒂·麥克亨尼（Katie McElhenney）                 | 2020年2月7日 |
| 1996年，未婚夫妻「博士」和「豆子」因找不到感興趣的電子遊戲而打算自己設計一款。二人從零開始建立工作室，雖然二人曾一度產生分歧，但最終卻學會讓步，並設計出經典遊戲《暗黑、沉寂、死亡》。片尾彩蛋中，艾恩試圖用博士和豆子一樣的方式向客戶推銷《神話任務》。 |             |                      |                  |                                 |                                   |              |
| 6 | 6           | Non-Player Character | 非玩家角色       | LP                              | 大衛·霍恩斯比                     | 2020年2月7日 |
| 普彼到跟「神話任務工作室」處於敵對狀態的「冰冷聯盟工作室」參觀。艾恩認為自己的領導地位被普彼招募的新程序師保羅威脅。丹娜開始以實況主身份直播試玩《神話任務》，而魯爾取代丹娜成為新遊戲測試員。大衛發現遊戲出現故障，經調查後發現有神秘黑客正在攻擊遊戲系統。 |             |                      |                  |                                 |                                   |              |
| 7 | 7           | Permadeath           | 永久死亡         | 托德·比爾曼                     | 阿帕娜·南切拉、艾許利·柏區        | 2020年2月7日 |
| 面具人被神秘黑客控制，開始劫掠玩家和盜取他們的個人資料。艾恩決定親自對付他，並讓普彼以他的形象設計出遊戲化身「白騎士」。艾恩最終成功擊敗面具人，發現神秘黑客原來是屎撈鞋。 |             |                      |                  |                                 |                                   |              |
| 8 | 8           | Brendan              | 布倫丹           | 皮特·查特蒙                     | 梅根·岡茨                         | 2020年2月7日 |
| 「冰冷聯盟工作室」招攬普彼當創意總監，普彼本想答應邀請，但這時艾恩卻跟她訴說心底話，令她打算與艾恩繼續並肩作戰。然而，當她拒絕挖角後卻被告知屎撈鞋其實是艾恩與前妻香農的兒子，自己一直被蒙在鼓裡，氣憤的她決定離職跳槽，卻被告知已經有人應聘。艾恩去跟屎撈鞋對質，揭示屎撈鞋一直針對《神話任務》的行為只是為了引起父親的注意，跟他好好聊天。                                                                     |             |                      |                  |                                 |                                   |              |
| 9 | 9           | Blood Ocean          | 血海             | 卡特琳娜·麥肯齊                 | 梅根·岡茨、羅布·麥克亨尼          | 2020年2月7日 |
| 「神話任務工作室」的員工就公司未有超時工作補貼而罷工和示威，大衛召集公會來支援示威活動，卻遭到解僱。艾恩致電育碧蒙特利爾總部，經過一番斡旋後總部同意增設加班費和重新聘用大衛。最後，艾恩讓普彼晉升為聯合創意總監。 |             |                      |                  |                                 |                                   |              |

### 特別篇（2020-21）
| 集數 （季） | 標題       | 譯名     | 導演          | 編劇                                    | 上線日期      |
| --- | ---------- | -------- | ------------- | --------------------------------------- | ------------- |
| 10 | Quarantine | 居家隔離 | 羅布·麥克亨尼 | 羅布·麥克亨尼、梅根·岡茨、大衛·霍恩斯比 | 2020年5月22日 |
| 疫情期間，「神話任務工作室」進行視像會議，而畢和大衛透過在《快打旋風》比拼來決定是否進行慈善捐款。 |            |          |               |                                         |               |
| 11 | Everlight  | 恆光之會 | 羅布·麥克亨尼 | 艾許利·柏區                             | 2021年4月16日 |
| 「神話任務工作室」眾員工參加一年一度的「恆光之會」公司派對，艾恩和普彼舉辦臨場動態角色扮演遊戲大賽，勝出者能向二人提出一個願望。他們本來想讓丹娜勝出，但意外被畢贏下比賽，而畢的願望是讓工作室以後不再舉辦「恆光之會」。於是艾恩和普彼聯手挑戰畢並勝出，意味著工作室以後仍會舉辦派對。 |            |          |               |                                         |               |

### 第二季（2021）
| 總集數 | 集數 （季） | 標題             | 譯名       | 導演              | 編劇                                    | 上線日期      |
| --- | ----------- | ---------------- | ---------- | ----------------- | --------------------------------------- | ------------- |
| 12 | 1           | Titans' Rift     | 巨人之隙   | 皮特·查特蒙       | 羅布·麥克亨尼、梅根·岡茨、大衛·霍恩斯比 | 2021年5月7日  |
| 艾恩正值知識人才休假，留下普彼獨自管理團隊，設計新一款遊戲擴充包。丹娜和麗秋互相表白並確立關係。阿祖被調職成為畢的助理。普彼做了一個關於艾恩的春夢，啟發她將擴充包命名為「巨人之隙」（Titan's Rift）。 |             |                  |            |                   |                                         |               |
| 13 | 2           | Grouchy Goat     | 嬲爆爆山羊 | 皮特·查特蒙       | 羅布·麥克亨尼、梅根·岡茨、大衛·霍恩斯比 | 2021年5月7日  |
| 丹娜和麗秋就如何告訴同事們二人正在交往一事而煩惱。畢隨後委託二人製作一款能賺錢的新遊戲，並指名由阿祖擔任執行製作人。艾恩和普彼繼續開發「巨人之隙」，但普彼卻毫無靈感、無從入心。為了鼓勵普彼，艾恩帶她出席一個女性電玩業界工作者論壇，讓她重拾自信。畢最終在聽完丹娜和麗秋的匯報後決定放棄製作新遊戲。 |             |                  |            |                   |                                         |               |
| 14 | 3           | #YumYum          | 好味道     | 安吉拉·巴恩斯（Angela Barnes） | 約翰·豪厄爾·哈里斯                      | 2021年5月14日 |
| 艾恩和普彼因無法達成共識而打算分開設計擴充包。朗博頓被編輯催稿，因此他向畢求助。畢委派阿祖處理事件，本打算爭取六個月的緩衝期，但原來朗博頓應該在1982年已經要交稿。不過，阿祖最終仍然成功說服編輯給朗博頓六個月時間。同時，畢與下屬們一同協助大衛尋找對象，但最終以失敗告終。 |             |                  |            |                   |                                         |               |
| 15 | 4           | Breaking Brad    | 命畢該絕   | 安吉拉·巴恩斯     | 凱安娜·泰勒（Keyonna Taylor）                         | 2021年5月21日 |
| 蒙特利爾總部因普彼寫的「大逃殺模式」大受歡迎而將一輛保時捷送給她，令艾恩十分妒忌，而且艾恩不懂得駕駛手動檔車，因此要拜託麗秋代為將車駛回工作室。畢的哥哥撒克到訪「神話任務工作室」，把眾人哄得心花怒放，更邀請了史努比狗狗到工作室參觀，唯獨畢心感不妙，認為哥哥此行不懷好意。 |             |                  |            |                   |                                         |               |
| 16 | 5           | Please Sign Here | 請在此簽名 | 梅根·岡茨         | 凱蒂·麥克亨尼                           | 2021年5月28日 |
| 嘉露在進行員工工作表現評估後向眾人派發結果，然而眾人卻對評估結果非常不滿，拒絕簽名認可，並與嘉露爭吵起來，員工之間也隨即爭吵起來。於是嘉露將眾人分隔起來，為眾人調解，其中在艾恩和普彼爭吵時，艾恩口出狂言，指普彼只是靠著自己才能成功。 |             |                  |            |                   |                                         |               |
| 17 | 6           | Backstory!       | 背景故事   | 羅布·麥克亨尼     | 克雷格·麥辛                             | 2021年6月4日  |
| 1972年，朗博頓到報館應聘，並認識了同樣想成為作家的A·E和彼得。三人互相鼓勵扶持，但A.E.和彼得在讀過朗博頓的科幻小說《阿納倫之裂》（Tears of Anaren）後卻認為他所描寫的未來沒有任何前瞻性。剛愎自用的朗博頓與二人絕交，並在偶遇艾薩克·阿西莫夫時將小說交給他看。阿西莫夫回信給朗博頓，指他作了些小修改，但實際上他將整篇小說不留一字地重寫了。大受打擊的朗博頓回到報館告訴A·E和彼得自己將會開闢新的說故事媒介，但遭到主編的嘲笑。最後，朗博頓將阿西莫夫的修改版一字不差地提交參賽，贏得星雲獎最佳短篇小說獎。                                |             |                  |            |                   |                                         |               |
| 18 | 7           | Peter            | 彼得       | 托德·比爾曼       | 漢弗萊·克爾                             | 2021年6月11日 |
| A·E和彼得的女兒金妮騙朗博頓說父親想跟他道歉，朗博頓抵達彼得的家後卻發現彼得也被蒙在鼓裏。他遂將自己多年來一直暗戀A·E而對彼得的嫉妒發洩出來，並羞辱彼得指出版商一直只是給面子A·E才出版他的長篇小說系列《漢摩弗爾》（Hammerfall），因此在A·E死後便無人願意為他出版系列的最後一部。但在朗博頓離開時，彼得向他說出《阿納倫之裂》的金句。隨後金妮也將父母的事告訴朗博頓，最終令朗博頓釋懷。他回到宅邸找彼得，向他坦白其實自己一直都是《漢摩弗爾》的書迷，自己只是徹徹底底地妒忌著他，二人和好後，彼得將《漢摩弗爾》的最後一部朗讀給他聽。 |             |                  |            |                   |                                         |               |
| 19 | 8           | Juice Box        | 果汁盒     | 托德·比爾曼       | 羅布·麥克亨尼、梅根·岡茨、大衛·霍恩斯比 | 2021年6月18日 |
| 普彼的擴充包雖然獲得客戶讚賞，但仍因現實難以製作而被拒絕注資。她回到辦公室後責怪下屬，但隨即受到通知指艾恩在向客戶推銷新擴充包時突然心臟病發送院，二人在醫院中聊天後和好。阿祖在撒克的誘騙下購買了工作室的股份，畢隨即找上她，告訴她此舉屬於內線交易。 |             |                  |            |                   |                                         |               |
| 20 | 9           | TBD              | 待定       | 托德·比爾曼       | 蘭德爾·瓦爾迪茲-卡斯蒂略（Randall Valdez-Castillo）            | 2021年6月25日 |
| 丹娜獲加利福尼亞大學柏克萊分校錄取，因此她和麗秋向大衛請辭，打算移居到柏克萊。然而，她卻突然受到電話，指她的入學申請被拒絕了。於是她只好向艾恩和普彼求助，但二人卻意外地鼓勵和讓公司出錢資助她去讀書，讓她學習編寫程式，將來為公司貢獻。不過，艾恩和普彼發現《神話任務》已經基本上完成開發，無法再從創作上取得突破，因此決定辭職並另起爐灶。畢向聯邦調查局舉報自己進行內線交易，並主動被逮捕，認為此舉會增加他的「街頭聲望」。                                                                                             |             |                  |            |                   |                                         |               |

### 第三季（2022-23）
| 總集數 | 集數 （季） | 標題                      | 譯名               | 導演                   | 編劇                                    | 上線日期       |
| --- | ----------- | ------------------------- | ------------------ | ---------------------- | --------------------------------------- | -------------- |
| 21 | 1           | Across the Universe       | 穿梭宇宙           | 羅布·麥克亨尼          | 羅布·麥克亨尼、梅根·岡茨、大衛·霍恩斯比 | 2022年11月11日 |
| 艾恩和普彼成立了新公司「格姆林普」，並獲得超出他們預期的五十萬創業投資。大衛真正成為「神話任務工作室」的決策人。畢因在獄中表現良好而獲得特赦，並在出獄後回到工作室當清潔工。眾人獲邀出席朗博頓舉辦的派對，然而朗博頓沒有出現，只為眾人留下紙條，指自己已經自殺身亡，並希望眾人珍惜「神話任務工作室」這個大家庭。 |             |                           |                    |                        |                                         |                |
| 22 | 2           | Partners                  | 拍檔               | 羅布·麥克亨尼          | 羅布·麥克亨尼、梅根·岡茨、大衛·霍恩斯比 | 2022年11月11日 |
| 大衛認為畢有不軌企圖，遂讓阿祖跟蹤他，但卻沒有任何發現。丹娜和麗秋打算竄回「神話任務工作室」的遊戲測試房做愛，卻遇到兩名新入職的測試員安迪和米奇。他們向安迪和米奇開了個關於同性戀的玩笑，但二人卻認為被冒犯，並向嘉露投訴。同時，明明已經離職的艾恩要求嘉露徵調人手執行他的新計劃，令嘉露非常無語。 |             |                           |                    |                        |                                         |                |
| 23 | 3           | Crushing It               | 輾爆               | 史蒂夫·韋爾克（Steve Welch）      | 娜歐蜜·艾克匹瑞根                       | 2022年11月18日 |
| 大衛向眾人宣佈《神話任務》將會被改編成電影，而自己將會出任執行製作人。畢和嘉露到各部門要求員工加班，又打算推出NFT來增加公司收入。麗秋和普彼分別就學業和工作壓力向阿祖哭訴，於是阿祖帶二人到生存遊戲場地遊玩，發洩心中不滿。 |             |                           |                    |                        |                                         |                |
| 24 | 4           | The Two Joes              | 兩祖相遇           | 妮娜·帕杜雷德（Nina Pedrad）      | 約翰·豪厄爾·哈里斯                      | 2022年11月23日 |
| 喬·曼格尼洛有意出演《神話任務》的改編電影，大衛與他相約洽談，卻遇上塞車。他本想讓阿祖替他拖延時間，但阿祖卻坦白地向曼格尼洛交代情況，反而讓曼格尼洛答應參演。普彼要求「神話任務工作室」的遊戲測試員為她試玩新遊戲《赫拉》（Hera），雖然在技術上沒有任何問題，但測試員們認為該遊戲非常無趣。 |             |                           |                    |                        |                                         |                |
| 25 | 5           | Playpen                   | Playpen            | 丹尼·普迪              | 凱爾·馬克（Kyle Mack）                           | 2022年12月2日  |
| 艾恩非常期待即將籌拍的《神話任務》改編電影，並跟大衛和阿祖要求參與製作。丹娜讓普彼試玩虛擬實境遊戲，普彼發現這些遊戲比她努力了一整年所設計的遊戲還要有趣，令她大受打擊，但在丹娜的鼓勵下重新專注於Playpen的工作。畢和嘉露在沒有諮詢大衛的情況下為遊戲添加新的道具收費模式，獲得蒙特利爾總部讚賞，嘉露亦因此升職。最後，麗秋在畢的哄騙下接任營運總監一職。 |             |                           |                    |                        |                                         |                |
| 26 | 6           | The 12 Hours of Christmas | 聖誕節的十二個小時 | 大衛·霍恩斯比          | 漢弗萊·克爾                             | 2022年12月9日  |
| 大衛要求眾人在聖誕節留下來加班，令眾人非常不滿，即使他試圖為辦公室添加節日色彩也無補於事。艾恩和普彼在「格姆林普」為工作室員工舉辦派對，但此舉卻惹怒了大衛，後者終止派對並要求眾人繼續工作。麗秋在成為營運總監完成首個任務，並在一天內為公司賺取過百萬。最後，麗秋、畢、丹娜、普彼和艾恩用他們的花紅將工作室佈置成冰天雪地。 |             |                           |                    |                        |                                         |                |
| 27 | 7           | Sarian                    | 莎艾恩             | 梅根·岡茨、托德·比爾曼 | 凱蒂·麥克亨尼                           | 2022年12月16日 |
| 1987年，艾恩因在一份天文作業中以自創的虛構星球為主題而被老師責怪，但母親莎拉卻發現了他的天賦及患有雙相症，並跟他一起創作這個星球的模型，艾恩最終決定將之命名為「莎艾恩」。但後來他的母親因出現精神問題而被強制交給父親撫養，自此他再無見過母親。2001年，患有社交恐懼症的年輕普彼只喜歡對著電子遊戲。她雖在父親的鼓勵下完成鋼琴比賽，並向父親索要一輛單車為禮物，父親以為女兒終於想到外面結交朋友，但她其實只是想騎自行車到圖書館玩電腦。她發現了一款名為《莎艾恩》的電腦遊戲，並沉迷其中。2009年，普彼在麻省理工學院聽艾恩講課，下課後她向艾恩表達了對他的崇拜，而艾恩亦告訴她自己正在開發一款多人線上遊戲。 |             |                           |                    |                        |                                         |                |
| 28 | 8           | To Catch a Mouse          | 捉老鼠             | 艾許利·柏區            | 艾瑪·德保羅·里德（Emma DePaulo Reid）                    | 2022年12月23日 |
| 大衛讓阿祖和畢替他在辦公室捉老鼠，二人起初以為是要捉內鬼，在搞清情況後畢仍認為可以用捉內鬼的方式來處理，最終成功誘捕老鼠。艾恩一直就辦公室的瑣事與普彼對著幹，令她無法工作，二人爭吵起來，普彼問他其實是不是不想幫自己製作遊戲，並在得到艾恩肯定的回應後失望離開。 |             |                           |                    |                        |                                         |                |
| 29 | 9           | The Year of Phil          | 菲爾風光之年       | 托德·比爾曼            | 艾許利·柏區                             | 2022年12月30日 |
| 喬·曼格尼洛為面具人一角進行動作捕捉，但他要求在整部戲中都帶著面具。嘉露本想對藝術總監菲爾進行警告，但菲爾卻指出年過四十的自己是受保護的弱勢群體，且就嘉露未有聘請更多年老員工一事控告工作室年齡歧視。在嘉露的多元共融政策下，辦公室的所有員工到已經是受保護群體，最終只能將唯二的年輕異性戀白人員工凱和特拉沃開除，並聘請兩名老人取代他們，令菲爾無法繼續控訴。 |             |                           |                    |                        |                                         |                |
| 30 | 10          | Buffalo Chicken Pizza     | 水牛城辣雞薄餅     | 希斯·庫倫斯（Heath Cullens）        | 戴維斯·科普（Davis Kop）                         | 2023年1月6日   |
| 普彼因沒有創意投資者願意資助Playpen而深感失望，於是艾恩打算帶她到加油站吃水牛城辣雞薄餅，順便修復二人的關係。《神話任務》的改編電影被取消，導致不少玩家退坑。大衛希望推出新的點子來留住玩家，並與眾員工討論。然而，丹娜卻決定離開「格姆林普」自己開辦公司，並邀請了阿祖和畢跳槽。他們租下「格姆林普」舊址作辦公室。最後，艾恩和普彼決定回到「神話任務工作室」，並用在「格姆林普」時收集到的玩家反饋來設計新遊戲。 |             |                           |                    |                        |                                         |                |

## 製作

### 開發

該劇的開發商和主要投資者育碧娛樂公司

2018年8月9日，Apple TV+宣佈製作一部半小時喜劇劇集，由羅布·麥克亨尼、梅根·岡茨和查理·戴編劇和出任執行製作人，其他製作人包括麥可·羅頓柏格、尼克·弗倫克爾（Nicholas Frenkel）、傑森·奧爾特曼（Jason Altman）、丹妮爾·克萊尼克（Danielle Kreinik）和傑拉德·吉勒莫特（Gérard Guillemot），並將會由RCG工作室、三藝娛樂和育碧動畫影視共同開發。該劇由育碧動畫影視的母公司、電子遊戲開發商育碧娛樂公司斥資開發和共同製作。麥克亨尼指該劇的創作契機是育碧計劃開發一部以電子遊戲為題材的電視劇，並主動聯絡他，但他指自己最初不太看好此想法，直至到育碧邀請他到育碧蒙特利爾洽談，他在參觀該工作室時，對設計電子遊戲的過程和所用到的龐大資源非常感興趣，隨即萌生以電子遊戲開發商為故事背景的念頭。劇中的虛構遊戲世界和角色都是由育碧設計，而部份場景和道具亦是從育碧工作室借用。育碧亦為編劇就劇中開發遊戲的相關橋段提供意見，確保該劇能呈現遊戲業界的真實面貌。2019年6月，該劇的前導預告在2019年電子娛樂展上首播，並由麥克亨尼在展上公佈劇名為《神話任務：群鴉盛宴》，劇情將會環繞一款同名虛構遊戲，預定於同年秋季首播。同年12月18日，大衛·霍恩斯比宣佈出任執行製作人，同時宣佈該劇將於2020年2月7日首播。2020年1月8日，Apple TV+在開播前已經宣佈續訂第二季。同年4月，古川毅確認為該劇配樂。2021年2月，該劇的第二季宣佈將會在5月7日首播。同年10月21日，Apple TV+宣佈續訂第三和第四季。

### 構思與劇本
《神話任務》由羅布·麥克亨尼、梅根·岡茨和查理·戴主創，三人在製作情境喜劇劇集《酒吧五傑》時認識。麥克亨尼認為現今的電子遊戲產業雖然發展得非常成熟和龐大，所賺取的利潤甚至比影視界更多，但外界卻鮮少聽說和有關遊戲開發商的事蹟，亦沒有甚麼如同電影導演或演員等具代表性的人物。因此麥克亨尼利用了這份神秘感來創作劇情，以遊戲開發團隊的工作日常為主要故事線，並設計出個性和職責各異的角色，包括自認為是遊戲界代表人物的自戀領袖艾恩。他希望透過該劇帶出對遊戲業界文化的諷刺，將遊戲設計會面對的難題、創作上與現實因素出現分歧時的無奈和開發商於玩家之間的關係呈現給觀眾，同時給予從業者一份肯定。劇本方面，有別於一般透過加入哏來引人發笑的喜劇，麥克亨尼希望該劇是以角色主導的衝突來觸發觀眾的笑點，並藉此維持劇情的節奏。而且，他和岡茨均認為該劇應以反映現實為首要因素，因此他們將編劇團隊代入成劇中的「神話任務工作室」。該劇的編劇團隊由不同膚色、性取向和年齡的人組成，因此「神話任務工作室」亦同樣有著來自各個弱勢群體的員工，而不少角色之間的對白都是取自編劇們的真實對話。編劇亦在劇中加入他們對創意產業環境和職場文化的控訴，並以此作為貫穿全劇的核心訊息。創作團隊亦特意邀請一些曾參與遊戲設計的女性為顧問，以刻劃現今女電子遊戲玩家所面對的難題，同時打破以往職場喜劇都是以男性角色主導的傳統。不過，創作團隊不希望在劇中加入太多政治和個人觀點，認為此舉會令劇本過份短視和無聊，因此他們著重於角色之間所面對的矛盾和造成的衝突，僅將這些情境呈現給觀眾，讓觀眾自行領悟和反思。而在角色設計方面，麥克亨尼和岡茨認為觀眾需要知道每個角色所面對的挑戰和經歷過的愛恨情仇來真正投入和同情他們，因此創作團隊為每個主要角色都花上一定篇幅拍攝背景故事。麥克亨尼指該劇的每個角色的背景設定在早期創作已經定好，不過岡茨在第三季時透露普彼的年輕經歷其實是根據她前兩季不自然的談吐才決定。岡茨亦指這些背景故事拍攝成與故事主線不同的主題和風格，例如〈暗黑、沉寂、死亡〉一集被設定成愛情喜劇，豐富劇情的多樣性。但麥克亨尼也同意並不是每個角色都能引起觀眾的同情和共鳴，因此認為即使是該劇的粉絲也可能會討厭某些集數，包括由他親自執導的〈背景故事〉。另外，不少參演該劇的演員亦在後續季數出任編導，麥克亨尼指這是因為演員們開始熟悉和代入自己的角色，能以角色的思維想出一些可能會在劇中發生的情境，因此讓他們也透過各自飾演的角色表達他們的想法和故事。

### 選角

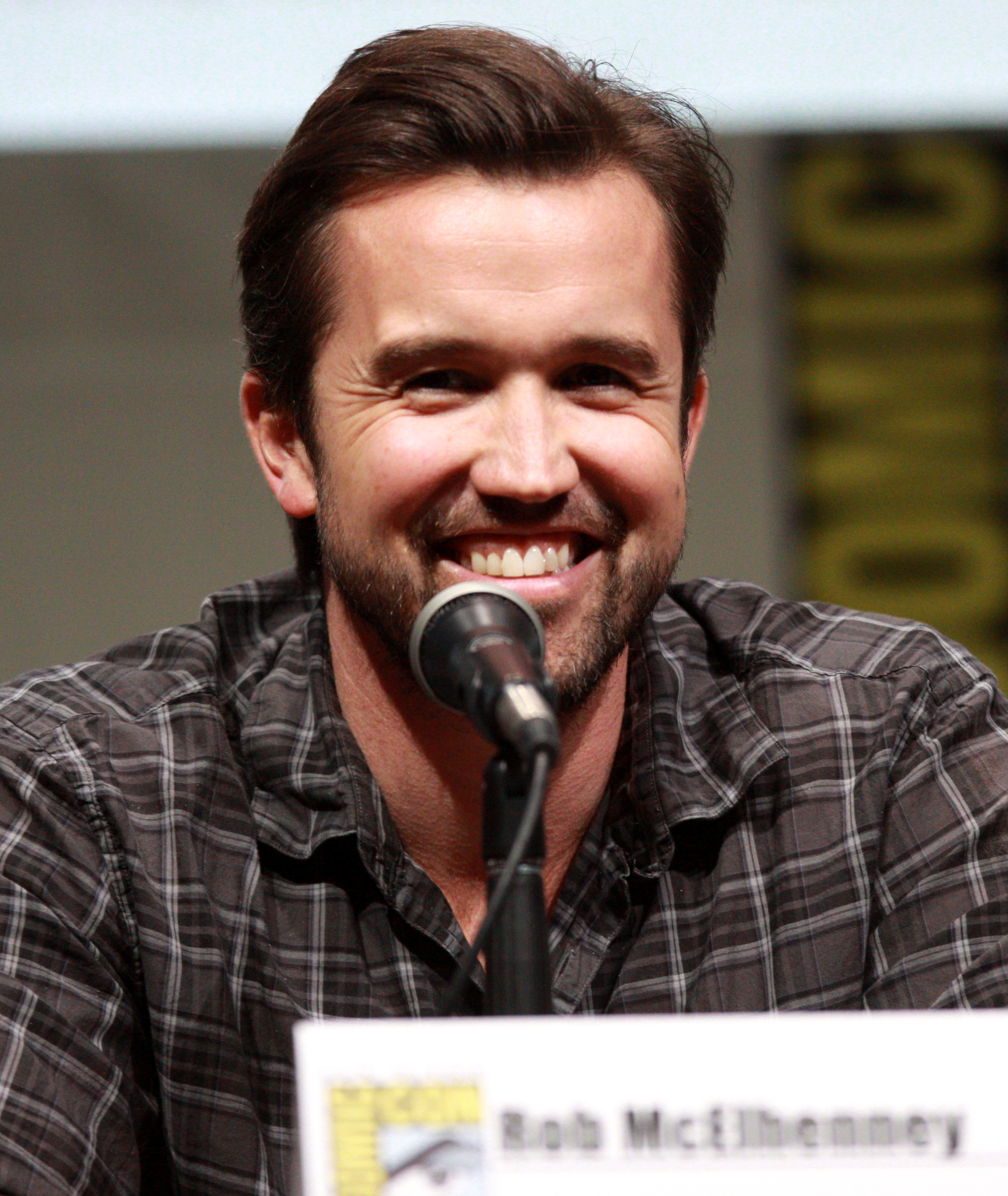
該劇主創人、飾演主角艾恩·格林姆的羅布·麥克亨尼

《神話任務》在宣佈開拍時一併公佈將會由羅布·麥克亨尼擔任主演。2019年2月1日，F·莫瑞·亞伯拉罕、伊蔓妮·哈基姆、大衛·霍恩斯比、丹尼·普迪、艾許利·柏區、夏洛特·妮可達和潔西·恩尼斯（Jessie Ennis）宣佈參演。同年12月，凱特琳·麥吉和伊莉莎·亨尼格加入演員陣容。2021年4月，安東尼·霍普金斯宣佈將會在〈恆光之會〉一集擔任旁白。同月，該劇在釋出第二季預告時一併公佈漢弗萊·克爾、克里斯·娜奧基·李（Chris Naoki Lee）和喬納森·維格斯（Jonathan Wiggs）將會參演第二季，而史努比狗狗和德瑞克·沃特斯亦會客串演出。2022年4月，F·莫瑞·亞伯拉罕宣佈不會回歸參演第三季，劇組於翌年4月透露亞伯拉罕退出劇組是因為被指控在拍攝現場性騷擾女幕後人員。同年7月，喬·曼格尼洛宣佈將會參演第三季。

### 拍攝
《神話任務》第一季的主體拍攝於2018年底在加利福尼亞州卡爾弗城開始，其中大部份室內場景都是在蘋果公司於當地新興建的攝影廠中拍攝。2019年3月，《紐約時報》報導指該劇已經完成拍攝。COVID-19疫情期間，該劇以《神話任務：居家隔離》（Mythic Quest: Quarantine）為暫定名稱，在三個星期內完成特別篇的編劇、拍攝和剪接工作。製作該特別篇所用到的電子設備都是由蘋果公司生產，例如劇組使用了iPhone拍攝。該劇的第二季原定於2020年11月30日在洛杉磯開拍，然而有部份劇組人員於11月11日確診，需要押後拍攝。同年12月，羅布·麥克亨尼指有至少十二名劇組人員與確診者有密切接觸，需要隔離，因此拍攝工作需要再度延期。創作團隊最終將劇本大幅修改，並在2021年初殺青。麥克亨尼在訪問中提到拍攝期間他將COVID-19傳染給F·莫瑞·亞伯拉罕，令亞伯拉罕嚴重不適，以致需要遙距參與該季首幾集的拍攝，直至第七集才回歸，但在拍攝他的戲碼時劇組也儘量不讓太多幕後人員在場，減低傳播風險。《綜藝》亦於同年3月報導指該劇劇組先後共有二十六人確診，是全洛杉磯最高COVID-19傳播率的影視攝製團隊。2022年4月，該劇的第三季開拍，並在同年6月殺青。

## 發行
該劇的第一季於2020年2月7日在Apple TV+首播，全季共九集。以COVID-19疫情為主題的特別篇〈居家隔離〉於同年5月22日播映，而另一部特別篇〈恆光之會〉在翌年4月16日播出。第二季於2021年4月16日在Apple TV+首播，全季共九集，首兩集於開播首天一併上架，後續集數則以每週一集的頻率播放。第三季於2022年11月11日在Apple TV+首播。

## 評價
| 季數 | 季數 | 爛番茄           | Metacritic     |
| ---- | ---- | ---------------- | -------------- |
|      | 1    | 90%（39則評論）  | 73（12則評論） |
|      | 2    | 100%（32則評論） | 73（9則評論）  |
|      | 3    | 94%（17則評論）  | 不適用         |

### 第一季
《神話任務》的第一季在爛蕃茄根據39條評論，持有90%的新鮮度，平均得分為7.7／10。該網站的普遍評價為「儘管該劇過份依賴職場喜劇的典型套路，《神話任務：群鴉盛宴》依然能引人發笑，並憑充滿智慧、親切感和誠意地探討電子遊戲業界而（從同類型作品）脫穎而出」。Metacritic則根據12則評論，給予73／100的分數，評價屬「總體好評」。
《綜藝》的卡羅琳·法蘭克認為該劇在搞笑之餘，向觀眾呈現了複雜和較少談及的電子遊戲業界，並善用了這個陌生的題材來帶出一些狂野、聰明和自私的角色，令該劇從同類型職場喜劇中脫穎而出；《滾石》的阿蘭·塞平沃爾給予該劇的首季3星（滿分4星），認為該劇的每一集都在玩笑中透過有血有肉的角色帶出令人反思的訊息。不過，《荷里活報道》的丹尼爾·菲恩伯格（Daniel Fienberg）則認為該劇前期並沒有花太多篇幅交代角色，直至後期才交代角色的背景和在公司以外的生活，而且男性角色的故事線比女性角色的更為有趣，在觀看時難以令人投入；《衞報》的史都華·赫里蒂奇（Stuart Heritage）亦有類似看法，認為該劇的前設缺乏吸引力，也不像《矽谷群英》等同類劇集般富有風格，但讚揚該劇的主演表現出色。

### 第二季
該季在爛蕃茄根據32條評論，持有100%的新鮮度，平均得分為8.2／10。該網站的普遍評價為「高明的劇本、到位的演出、感性而又不失幽默感的格調，精彩的《神話任務》第二季讓該系列成為電視劇史上最佳的職場喜劇之一」。Metacritic則根據9則評論，給予73／100的分數，評價屬「總體好評」。
Vox的艾米麗·聖詹姆斯形容該劇的第二季「既有趣又悲慘」，讚揚劇中角色的背景故事富有深度，且會令觀眾愛上普彼等角色；《滾石》的阿蘭·塞平沃爾給予該季3.5星（滿分4星），認為該季提供了更多笑點和有不少明星客串，同時也將劇集重心放到角色身上，增加了關於角色自身的描述；Polygon的約書亞·里維拉（Joshua Rivera）指他在看完第二季後了解到第一季花上不少篇幅介紹電子遊戲業和角色背景的用意，並在此季投入其中，能夠看到劇中提到一些關於職場文化的問題和讓觀眾反思的空間；《獨立一線》的本·特拉弗斯（Ben Travers）則讚揚該劇的節奏合適、演員表現優秀，即使有不少篇幅都是花在探討角色的背景故事仍能讓觀眾迅速投入其中，但Mashable的亞當·羅森伯格（Adam Rosenberg）持有相反的看法，認為該季的集數都是角色的背景故事，令整體故事結構顯得鬆散和節奏緩慢。此外，該劇獲The ReFrame Stamp點名讚揚劇組包括不少不同膚色和性取向的人員。

### 第三季
該季在爛蕃茄根據17條評論，持有94%的新鮮度，平均得分為7.7／10。該網站的普遍評價為「雖然主角們分道揚鑣，但《神話任務》依然貼合主題地將眾角色線凝聚在一起和諷刺地呈現出無情的電子遊戲業界，不會改變本質變成温馨的職場喜劇」。
《影音俱樂部》的馬特·施姆科維茨（Matt Schimkowitz）形容該劇為「細緻入微且雄心勃勃」，認為該季度雖然有著與前兩季一樣的演員和角色，卻在設定、個性和演繹上都有翻天覆地的變化，令觀眾看到非常過癮；《每日野獸》的香農·奧康納（Shannon O’Connor）亦有相似的觀點，認為該季雖與前兩季有著一樣的輕鬆有趣的風格，但透過幾名主要角色分道揚鑣和不按套路的劇情，成功將完全不一樣的感覺呈現給觀眾，且仍能讓觀眾樂在其中。漫畫書資源網的薩姆·斯通（Sam Stone）讚揚該季依然有著搞笑的的劇情和眾演員精湛的演出表現，帶著觀眾在電子遊戲業界繼續冒險，同時亦讚揚劇組在該季的場景設計上也下了不少工夫；IGN的艾瑪·弗雷澤（Emma Fraser）則讚揚該季的劇情中清楚交代關於不同部門的細節和眾多角色的去向，反映劇組對建構世界觀的用心。

### 獎項與提名
| 年份 | 獎項                       | 類別                                          | 提名者 | 結果 | 參     |
| ---- | -------------------------- | --------------------------------------------- | --- | ---- | ------ |
| 2021 | 2021年美國電影攝影師協會獎 | 最佳攝影—半小時電視劇集                       | 邁克爾·貝魯基（Michael Berlucchi）、馬克·卡特（Marc Carter）（提名分集：〈背景故事〉） | 獲獎 | [ 83 ] |
| 2021 | 2021年美國電影攝影師協會獎 | 藝術指導公會優秀製作設計獎—半小時單鏡電視劇集 | 馬克·沃辛頓（Mark Worthington）（提名分集：〈先導測試〉） | 提名 | [ 84 ] |
| 2021 | 第1屆好萊塢影評人協會獎    | 最佳喜劇類串流劇集                            | 不適用 | 提名 | [ 85 ] |
| 2021 | 第1屆好萊塢影評人協會獎    | 最佳喜劇類串流劇集男主角                      | 羅布·麥克亨尼 | 提名 | [ 85 ] |
| 2021 | 第1屆好萊塢影評人協會獎    | 最佳喜劇類串流劇集男配角                      | 丹尼·普迪 | 提名 | [ 85 ] |
| 2021 | 第73屆創意藝術艾美獎       | 最佳旁白                                      | 安東尼·鶴健士（提名分集：〈恆光之會〉） | 提名 | [ 86 ] |
| 2021 | 第73屆創意藝術艾美獎       | 最佳動畫喜劇或電視劇（半小時）音效剪輯        | 馬修·E·泰勒（Matthew E. Taylor）、肖恩·海辛格（Sean Heissinger）、皮特·尼科爾斯（Pete Nichols）、 馬修·威爾遜（Matthew Wilson）、大衛·喬布（David Jobe）、喬·德沃（Joe Deveau）、 喬迪·霍瓦德爾·托馬斯（Jody Holwadel Thomas）和伊麗莎白·雷尼（Elizabeth Rainey）（提名分集：〈恆光之會〉） | 提名 | [ 86 ] |
| 2021 | 第37屆電視評論家協會獎     | 最佳喜劇類劇集成就獎                          | 不適用 | 提名 | [ 87 ] |
| 2021 | 第37屆電視評論家協會獎     | 喜劇類最佳個人成就                            | 夏洛特·妮可達 | 提名 | [ 87 ] |
| 2022 | 2021年金膠卷獎             | 聲音特效傑出表現 — 短篇劇集                   | 馬修·E·泰勒（Matthew E. Taylor）、皮特·尼科爾斯（Pete Nichols）、馬修·威爾遜（Matthew Wilson）、 肖恩·海辛格（Sean Heissinger）、大衛·喬布（David Jobe）、伊麗莎白·雷尼（Elizabeth Rainey）、 喬迪·霍瓦德爾·托馬斯（Jody Holwadel Thomas）和喬·德沃（Joe Deveau）（提名分集：〈恆光之會〉） | 提名 | [ 88 ] |

## 衍生作品

### 小說
2021年6月，Apple Books將在〈背景故事〉一集提到C·W·朗博頓贏得星雲獎最佳短篇小說獎的虛構科幻小說《阿納倫之裂》（Tears of Anaren）實體出版，以電子書和有聲書形式發售，其中有聲書版本由F·莫瑞·亞伯拉罕和羅布·麥克亨尼旁白。

### 電視劇
2022年12月，Apple TV+宣佈將會製作一部八集外傳劇集《區區凡人》（Mere Mortals），並將會由有份編導《神話任務》的艾許利·柏區、約翰·豪厄爾·哈里斯（John Howell Harris）和凱蒂·麥克亨尼（Katie McElhenney）主創和編劇。該衍生劇集將會聚焦在《神話任務》的玩家、粉絲和員工的日常生活，敍事格調將會與〈暗黑、沉寂、死亡〉和〈背景故事〉等單元集數相似。2024年11月，Apple TV+宣布《區區凡人》改名为《支线任务》，将于2025年3月26日首播。

## 註腳
1. ↑  莎艾恩是艾恩的母親莎拉和艾恩兩人名字的合寫[19]。

## 外部連結
- 官方网站
- 互联网电影数据库（IMDb）上《神話任務》的资料（英文）
- 豆瓣电影上《神話任務》的資料 （简体中文）